# Claude Martí

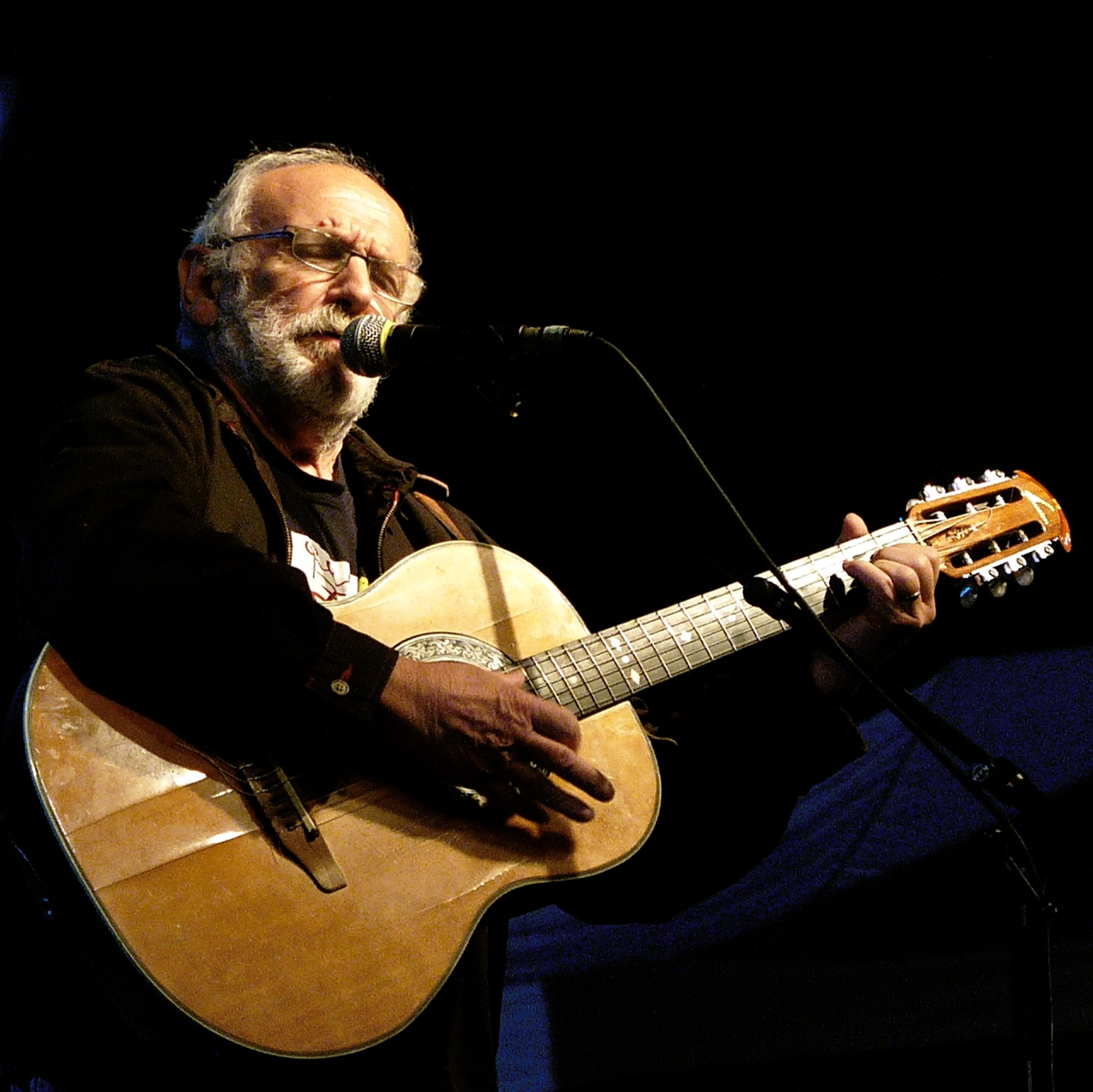
Claude Martí (2009)

Claude Martí (* 6. März 1940 in Carcassonne) ist ein französischer Liedermacher, Lyriker und Romancier. Der auf Okzitanisch singende Martí war in den 1970er Jahren eine der zentralen Figuren des Nòva cançon.

## Leben und Wirken
Marti war zwischen 1971 und 1998 als Lehrer in Couffoulens tätig. Er war neben Mauris Sgaravizzi einer der ersten, die wieder auf Okzitanisch sangen und in dieser Sprache Belletristik verfassten. Seine Lieder wurden zunächst durch die Larzac-Bewegung populär. In den ersten Jahren trug er seine Lieder alleine zur Gitarre vor. Seit Anfang der 1980er Jahre begleiteten ihn Gérard Pansanel an der Gitarre, Pierre Peyras am Kontrabass, Joël Allouche bzw. Patrice Héral am Schlagzeug und Gäste wie Michel Marre, Olivier Chabrol oder Lionel Suarez.
1997 wirkte Martí mit Pansanel und dem Akkordeonisten Antonello Salis als Komponist und Musiker an Éric Rohmers Film Herbstgeschichte mit; 2008 entstand mit Pansanel die Musik für den Dokumentarfilm Et pourtant elle tourne. 
Martí erhielt einen Prix Mondial Liberpress und einen Grand Prix der Académie Charles-Cros.

## Diskographie
- Occitania ! (Ventadorn, 1969)
- Lengadoc roge, 45T (Ventadorn, 1971)
- Martí (Ventadorn, 1972)
- Montségur ! (Ventadorn, 1972)
- Un païs que vol viure (Le Chant du Monde, 1973)
- L'ome esper (Ventadorn, 1974)
- L'an 01 (Revolum, 1975)
- Claude Martí, Studio der frühen Musik L'agonie du Languedoc, Sammlung Reflexe: Stationen Europäischer Musik (EMI/His Masters Voice 1976)
- Lo camin del solelh (Ventadorn, 1976)
- Monta-vida (Ventadorn, 1980)
- Et pourtant elle tourne… (Revolum, 1992)
- El jinete (Nord Sud Music, 2002)
- Ço Milhor de Martí (Nord Sud Music, 2006)
- Tolosa (Al Sùr, 2008)
- Brassens en Oc (Nord Sud Music, 2010)

## Schriften
- Homme d'Oc, 1974, Stock[1]
- Claude Marti, poésies et chansons, 1974, Seghers[2]
- Caminarem[3], 1978, Robert Laffont
- Les Petites Espagnes[3], 1984, Grasset
- Ombres et Lumière, 1998, Loubatières
- Carcassonne, mit Jean Camberoque, 1998, Loubatières
- Corbières au cœur mit Fotografien von Raymond Roig, 1998, Loubatières
- Trencavel (Zeichnungen von Jean-Claude Pertuzé), 1999, Loubatières
- Carcassonne au cœur, 1999, Loubatières
- Minervois au cœur, mit Fotografien von Patrice Cartier, 2002, Loubatières
- L'Olivier ou La résurrection de l'éternel, mit Zeichnungen von Pierre François, 2003, Loubatières
- Terres Cathares (chemin faisant), mit Zeichnungen von Paul Moscovino, 2007, Études & Communication Éditions
- Je t'écris de Carcassonne (1905-1914), mit Patrice Cartier, 2011, Éditions du Mont; ISBN 978-2-915652-44-4.
- Je t'écris de Carcassonne (1919-1939), mit Patrice Cartier, 2015, Éditions du Mont; ISBN 978-2-915652-53-6.